# Yan'an
Yan'an (Chinees: 延安 Hanyu pinyin: Yán'ān) is een stadsprefectuur in het noorden van de noordelijke provincie Shaanxi, Volksrepubliek China die in het oosten grenst aan Shanxi en in het westen aan Gansu.

## Ligging en klimaat
Yan'an ligt op het lössplateau op 200 kilometer ten noorden van de stad Xi'an. De Yan, een zijrivier van de Gele Rivier, stroomt langs de stad. Het kent een vochtig continentaal klimaat, volgens de klimaatclassificatie van Köppen Dwa, met hete en vochtige zomers en koude, droge en lange winters. De jaarlijkse gemiddelde temperatuur is 10°C en de koudste maand is januari met een gemiddelde van -5,5°C. Juli is de warmste maand met een gemiddelde van 23,1°C. Er valt ongeveer 500 millimeter neerslag per jaar. De meeste neerslag valt in de maanden juni tot en met september.

## Communistisch machtscentrum
Yan'an was het eindpunt van de Lange Mars en het centrum van de Chinese communistische revolutie van 1935 tot 1948. In december 1936 sloten Chiang Kai-shek en de communisten een overeenkomst om samen te vechten tegen het Japanse leger. In ruil kregen de communisten een gebied van 130.000 km², met 2 miljoen inwoners en Yan'an als hoofdstad.
Op 1 januari 1937 kwam Mao Zedong in de stad aan en hij bleef er zo’n 10 jaar. De stad was nog omgeven door dikke stadsmuren en op een berg stond een 1000 jaar oude pagode. In de omgeving was olie aangeboord en de communisten trokken in de dienstwoningen van het Amerikaanse Standard Oil. Mao kreeg diverse huizen tot zijn beschikking. 
In 1938 werd Kang Sheng directeur van de Hogere Kaderschool van de CCP in Yan'an. Hij speelde een belangrijke rol bij de rectificatiecampagne van partijleden in de jaren 1942-1945. Deze campagne was bedoeld om verkeerde ideeën uit te roeien, de partij minder afhankelijk te maken van de Sovjet-Unie en de partijleden eensgezind achter Mao's leiderschap te krijgen. De partijleden werden aangemoedigd om hun fouten toe te geven in vernederende vergaderingen. Er werd gebruik gemaakt van indoctrinatie, intimidatie, martelingen en zelfs liquidatie om deze doelen te bereiken. 
De communisten waren veilig voor het Chinese leger, maar tijdens de oorlog werd de stad gebombardeerd door de Japanners. Veel gebouwen werden beschadigd en de bewoners namen hun toevlucht tot yaodongs, een soort grotwoningen in de löss. Tegen het einde van de oorlog kwamen Amerikaanse militairen naar de stad om de mogelijkheden te onderzoeken voor een verdere samenwerking met de communisten na de oorlog. Ze bleven in Yan'an tussen 1944 en 1947. In maart 1947 kwam de stad nog korte tijd in handen van de nationalisten. 
In de stad werd tussen 23 april en 11 juni 1945 het 7e congres gehouden van de Communistische Partij van China. Het was de eerste na 17 jaar en het zou tot 1956 duren voor het 8e partijcongres werd gehouden. Mao had in de jaren ervoor zijn positie versterkt door critici te intimideren. Hij had zijn positie aanzienlijk versterkt en werd voorzitter van de drie belangrijkste partijorganen. Chinese communisten beschouwen deze plaats als de wieg van Volksrepubliek China omdat Mao hier lange tijd zijn zwaar beveiligde machtscentrum had.

## Geboren
- Li Zicheng (Li Jiqian, 1606-1645), rebellenleider en keizer van China (1644-1645)

## Galerij

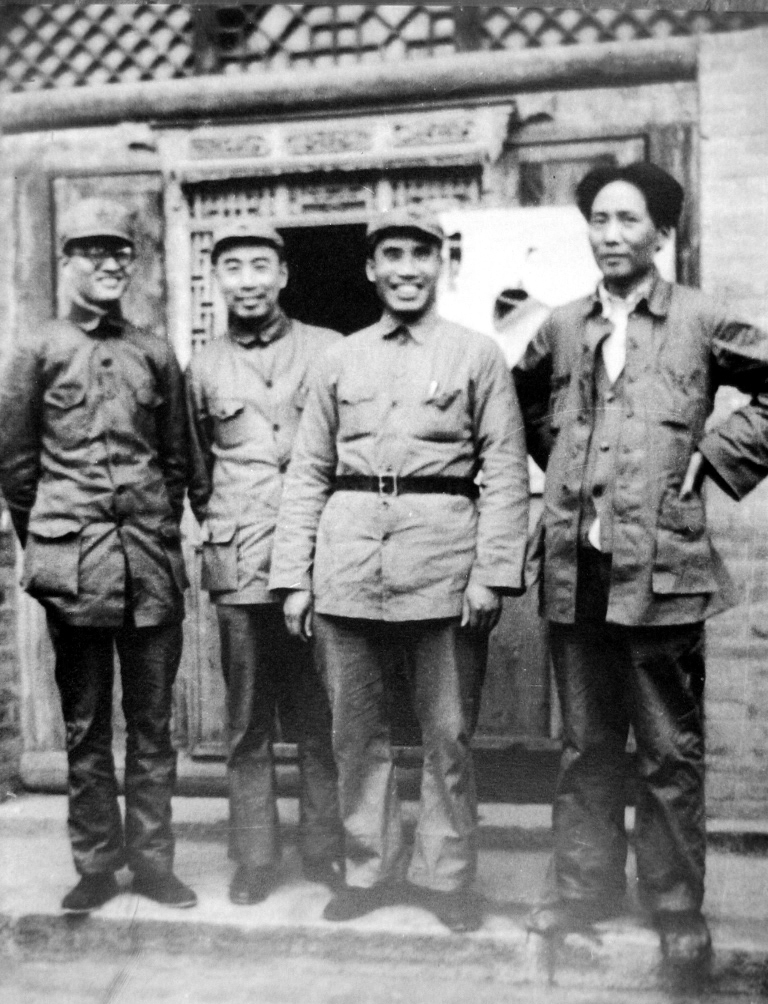
v.r.n.l. Mao, Zhu De, Zhou Enlai en Qin Bangxian in Yan'an (1937)
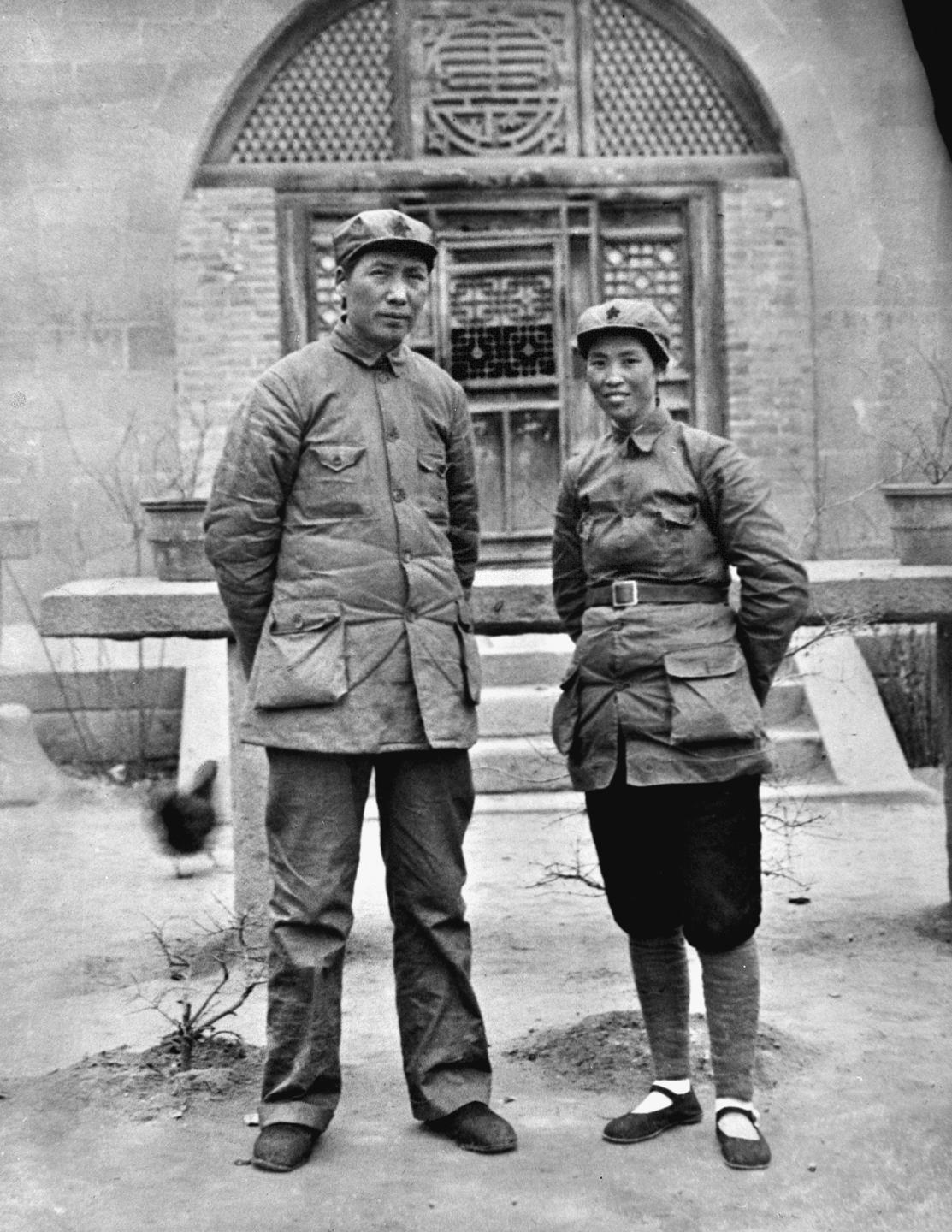
Mao en zijn derde vrouw He Zizhen voor een yaodong (1937)
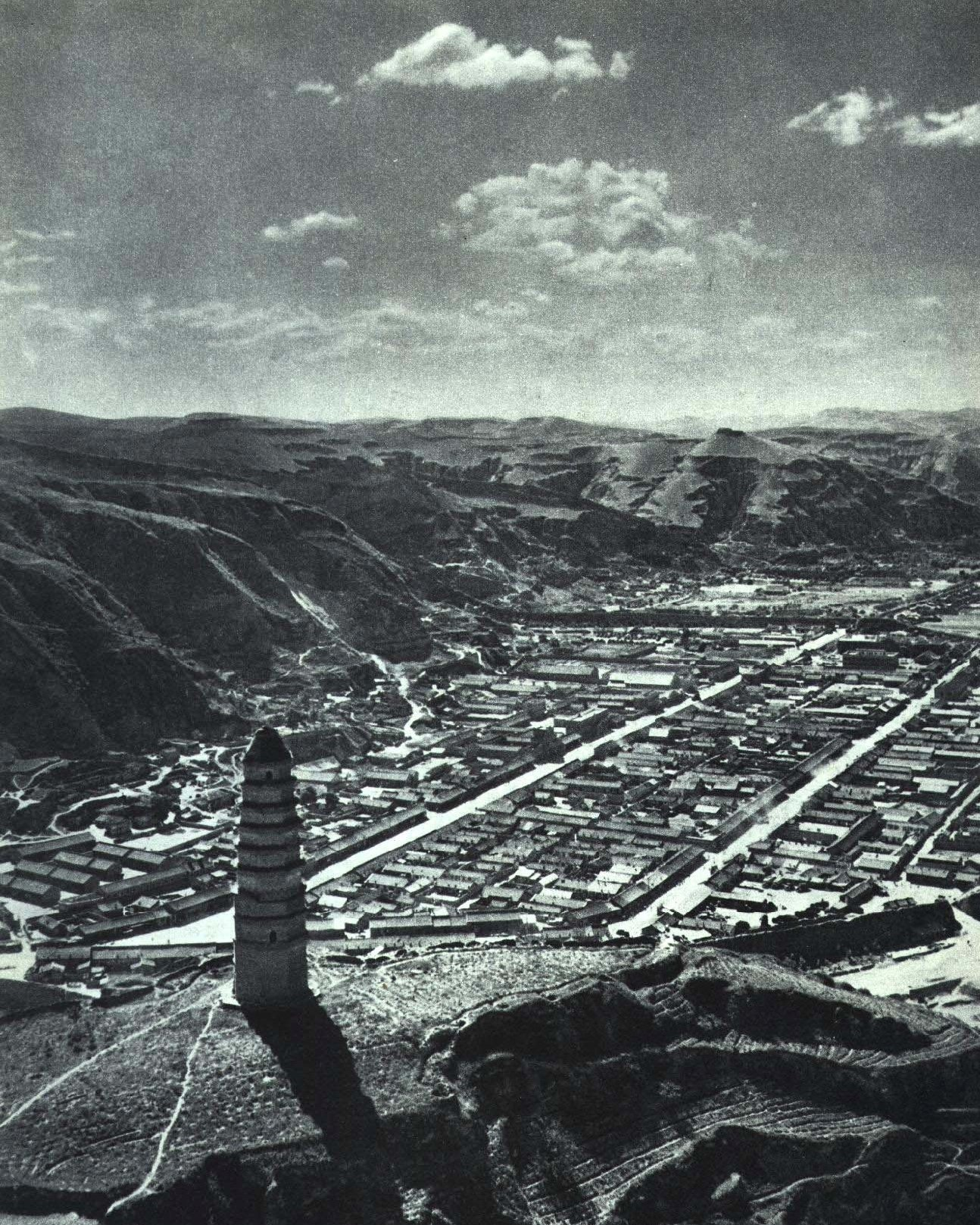
Yan'an in 1964, met de pagode op de voorgrond
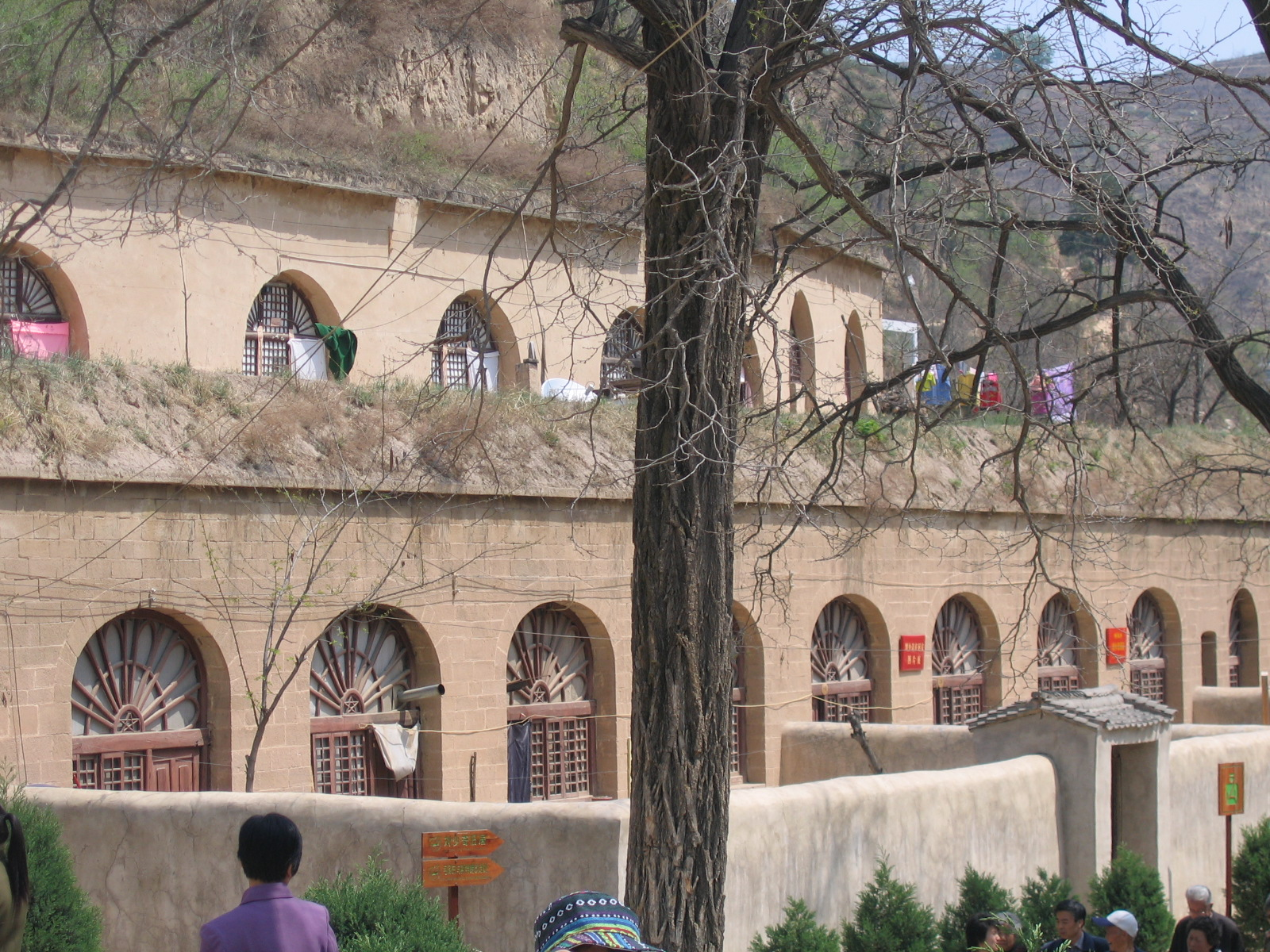
Een van Mao's huizen, nu een toeristische attractie
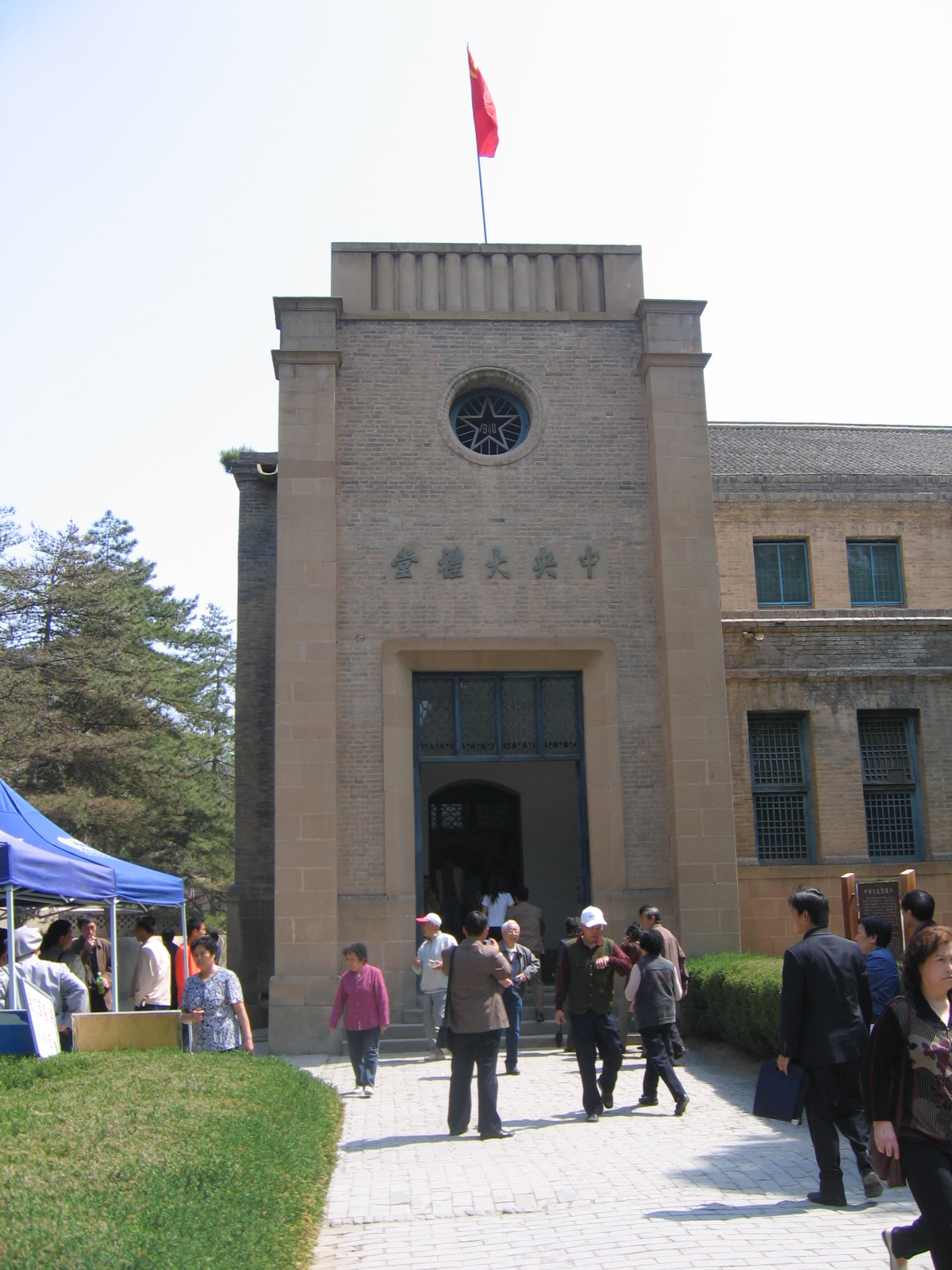
Gebouw waar het 7e partijcongres werd gehouden
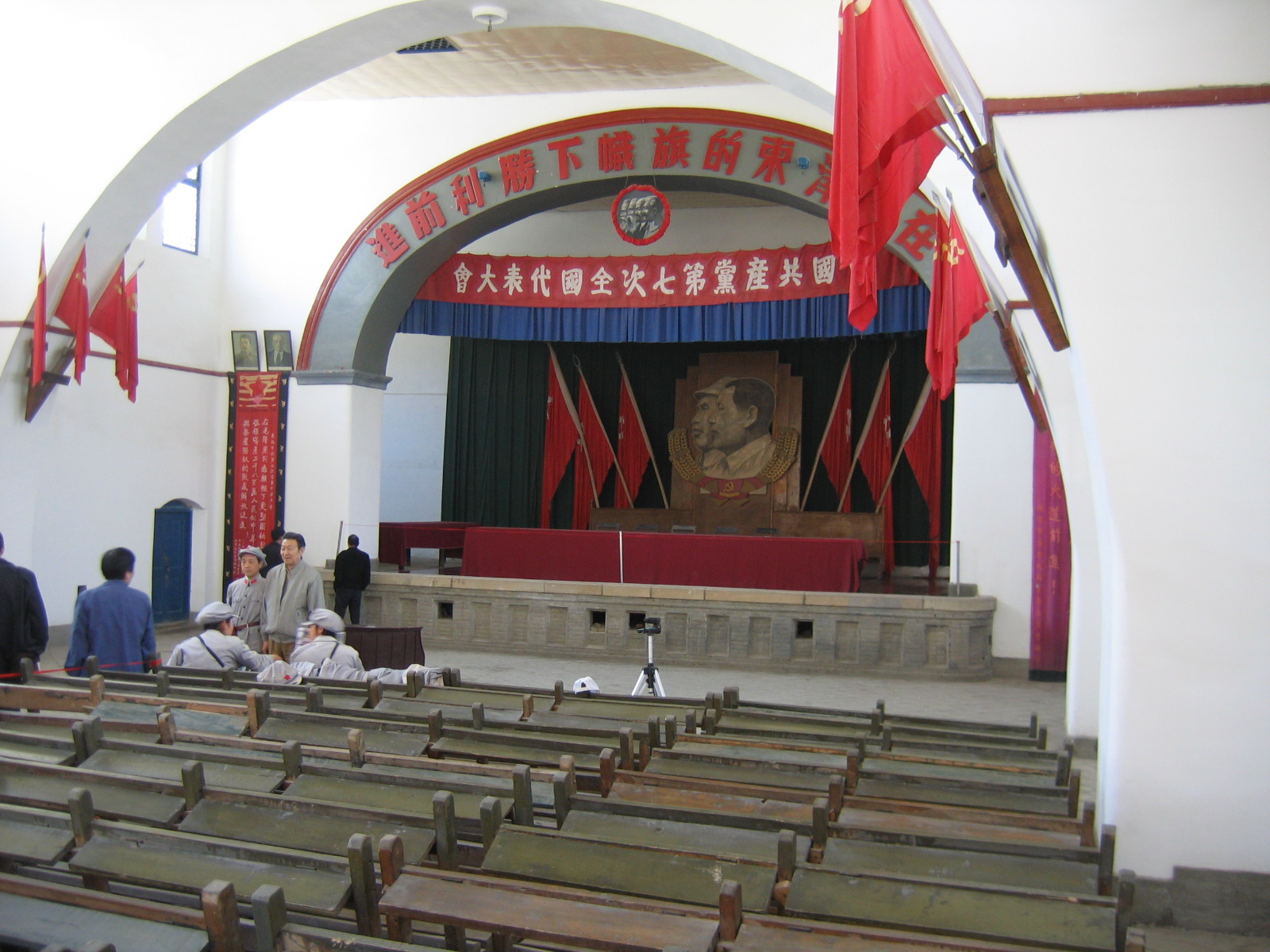
De grote vergaderzaal van het congres

Stadsprefecturen: Ankang · Baoji · Hanzhong · Shangluo · Tongchuan · Weinan · Xi'an · Xianyang · Yan'an · Yulin